# Damernas turnering i volleyboll vid panamerikanska spelen 2019
Damernas turnering i volleyboll vid panamerikanska spelen 2019 var den 17:e upplagan av damvolleyboll vid de panamerikanska spelen. Tävlingen hölls 7-11 augusti, 2019 i Callao Sports Center, Lima, Peru. Dominikanska republiken vann turneringen för andra gången genom att besegra Colombia i finalen.

## Kval
Totalt åtta landslag var kvalificerade för turneringen. Värdnationen (Chile) var automatiskt kvalificerad. Övriga lag kvalificerade sig genom olika turneringar.
| Turnering/metod              | Datum            | Plats         | Platser | Kvalificerade                                                 |
| ---------------------------- | ---------------- | ------------- | ------- | ------------------------------------------------------------- |
| Värdland                     | i.u.             | i.u.          | 1       | Peru                                                          |
| Panamerikanska cupen 2018    | 8–14 juli        | Santo Domingo | 5       | USA · Dominikanska republiken · Kanada · Brasilien · Colombia |
| Nordamerikansk kvalturnering | 4–6 januari 2019 | San Juan      | 1       | Puerto Rico                                                   |
| FIVB:s världsranking         | -                | -             | 1       | Argentina                                                     |
| Totalt                       |                  |               | 8       |                                                               |

## Resultat

### Gruppspel

#### Grupp A
| Pos | Lag                     | M | V | F | P  | SV | SF | SK    | BV  | BF  | BK    | Kvalificering          |
| --- | ----------------------- | - | - | - | -- | -- | -- | ----- | --- | --- | ----- | ---------------------- |
| 1   | Dominikanska republiken | 3 | 3 | 0 | 14 | 9  | 1  | 9,000 | 252 | 212 | 1,189 | Semifinaler            |
| 2   | Colombia                | 3 | 2 | 1 | 9  | 7  | 5  | 1,400 | 289 | 274 | 1,055 | Semifinaler            |
| 3   | Peru (H)                | 3 | 1 | 2 | 5  | 4  | 7  | 0,571 | 239 | 252 | 0,948 | Match om femteplatsen  |
| 4   | Kanada                  | 3 | 0 | 3 | 2  | 2  | 9  | 0,222 | 224 | 266 | 0,842 | Match om sjundeplatsen |

| 7 augusti 2019 18:30 | Dominikanska republiken      | 3–1 | Colombia | Callao Sports Center Domare: Josmer Pérez Broche (FIV), Karina Rene (ARG) Rapport: P2 P3 |
| 7 augusti 2019 18:30 | (26–24, 27–25, 22–25, 27–25) |     |          | Callao Sports Center Domare: Josmer Pérez Broche (FIV), Karina Rene (ARG) Rapport: P2 P3 |

| 7 augusti 2019 20:30 | Peru                         | 3–1 | Kanada | Callao Sports Center Domare: Héctor Ortiz (PUR), Jediel Hosana de Carvalho (BRA) Rapport: P2 |
| 7 augusti 2019 20:30 | (25–17, 25–21, 22–25, 25–18) |     |        | Callao Sports Center Domare: Héctor Ortiz (PUR), Jediel Hosana de Carvalho (BRA) Rapport: P2 |

| 8 augusti 2019 18:30 | Dominikanska republiken | 3–0 | Kanada | Callao Sports Center Rapport: P2 P3 |
| 8 augusti 2019 18:30 | (25–16, 25–22, 25–23)   |     |        | Callao Sports Center Rapport: P2 P3 |

| 8 augusti 2019 20:30 | Peru                         | 1–3 | Colombia | Callao Sports Center Rapport: P2 P3 |
| 8 augusti 2019 20:30 | (25–21, 22–25, 21–25, 22–25) |     |          | Callao Sports Center Rapport: P2 P3 |

| 9 augusti 2019 18:30 | Colombia                     | 3–1 | Kanada | Callao Sports Center Rapport: P2 P3 |
| 9 augusti 2019 18:30 | (25–18, 25–19, 19–25, 25–20) |     |        | Callao Sports Center Rapport: P2 P3 |

| 9 augusti 2019 20:30 | Peru                  | 0–3 | Dominikanska republiken | Callao Sports Center Rapport: P2 P3 |
| 9 augusti 2019 20:30 | (19–25, 16–25, 17–25) |     |                         | Callao Sports Center Rapport: P2 P3 |

#### Grupp B
| Pos | Lag         | M | V | F | P  | SV | SF | SK    | BV  | BF  | BK    | Kvalificering          |
| --- | ----------- | - | - | - | -- | -- | -- | ----- | --- | --- | ----- | ---------------------- |
| 1   | Brasilien   | 3 | 2 | 1 | 10 | 6  | 3  | 2,000 | 215 | 182 | 1,181 | Semifinaler            |
| 2   | Argentina   | 3 | 2 | 1 | 9  | 7  | 5  | 1,400 | 266 | 256 | 1,039 | Semifinaler            |
| 3   | Puerto Rico | 3 | 1 | 2 | 6  | 5  | 7  | 0,714 | 238 | 268 | 0,888 | Match om femteplatsen  |
| 4   | USA         | 3 | 1 | 2 | 5  | 5  | 8  | 0,625 | 259 | 272 | 0,952 | Match om sjundeplatsen |

| 7 augusti 2019 13:00 | Brasilien             | 3–0 | Puerto Rico | Callao Sports Center Rapport: P2 P3 |
| 7 augusti 2019 13:00 | (25–16, 25–16, 25–15) |     |             | Callao Sports Center Rapport: P2 P3 |

| 7 augusti 2019 15:00 | USA                                 | 2–3 | Argentina | Callao Sports Center Domare: Misael Galindo Reyez (COL), Andrew Robb (CAN) Rapport: P2 P3 |
| 7 augusti 2019 15:00 | (17–25, 17–25, 25–20, 25–18, 10–15) |     |           | Callao Sports Center Domare: Misael Galindo Reyez (COL), Andrew Robb (CAN) Rapport: P2 P3 |

| 8 augusti 2019 13:00 | Brasilien             | 0–3 | Argentina | Callao Sports Center Domare: Andrew Robb (CAN), James Juscamaita (PER) Rapport: P2 P3 |
| 8 augusti 2019 13:00 | (23–25, 19–25, 23–25) |     |           | Callao Sports Center Domare: Andrew Robb (CAN), James Juscamaita (PER) Rapport: P2 P3 |

| 8 augusti 2019 15:00 | USA                                | 3–2 | Puerto Rico | Callao Sports Center Domare: Jediel de Carvalho (BRA), Rocio Huarcaya (PER) Rapport: P2 P3 |
| 8 augusti 2019 15:00 | (25–19, 19–25, 21–25, 25–16, 15–9) |     |             | Callao Sports Center Domare: Jediel de Carvalho (BRA), Rocio Huarcaya (PER) Rapport: P2 P3 |

| 9 augusti 2019 13:00 | USA                   | 0–3 | Brasilien | Callao Sports Center Rapport: P2 P3 |
| 9 augusti 2019 13:00 | (21–25, 22–25, 17–25) |     |           | Callao Sports Center Rapport: P2 P3 |

| 9 augusti 2019 15:00 | Puerto Rico                  | 3–1 | Argentina | Callao Sports Center Rapport: P2 P3 |
| 9 augusti 2019 15:00 | (21–25, 25–16, 26–24, 25–23) |     |           | Callao Sports Center Rapport: P2 P3 |

### Spel om plats 5-8

#### Match om sjundeplatsen
| 10 augusti 2019 13:00 | Kanada                | 0–3 | USA | Callao Sports Center Rapport: P2 P3 |
| 10 augusti 2019 13:00 | (16–25, 14–25, 23–25) |     |     | Callao Sports Center Rapport: P2 P3 |

#### Match om femteplatsen
| 10 augusti 2019 15:00 | Peru                                | 2–3 | Puerto Rico | Callao Sports Center Rapport: P2 P3 |
| 10 augusti 2019 15:00 | (25–22, 18–25, 20–25, 25–15, 13–15) |     |             | Callao Sports Center Rapport: P2 P3 |

### Spel om plats 1-4
|  | Semifinaler             | Semifinaler             |   |  | Final    | Final |  |
|  |                         |                         |   |  |          |       |  |
|  |                         |                         |   |  |          |       |  |
|  | Brasilien               | 2                       |   |  |          |       |  |
|  | Colombia                | 3                       |   |  |          |       |  |
|  |                         |                         |   |  |          |       |  |
|  |                         |                         |   |  |          |       |  |
|  |                         |                         |   |  | Colombia | 1     |  |
|  |                         | Dominikanska republiken | 3 |  |          |       |  |
|  |                         |                         |   |  |          |       |  |
|  |                         |                         |   |  |          |       |  |
|  |                         |                         |   |  |          |       |  |
|  |                         |                         |   |  |          |       |  |
|  | Dominikanska republiken | 3                       |   |  |          |       |  |
|  | Argentina               | 1                       |   |  |          |       |  |

#### Semifinaler
| 10 augusti 2019 18:30 | Brasilien                          | 2–3 | Colombia | Callao Sports Center Rapport: P2 P3 |
| 10 augusti 2019 18:30 | (25–22, 27–25, 14–25, 26–28, 9–15) |     |          | Callao Sports Center Rapport: P2 P3 |

| 10 augusti 2019 20:30 | Dominikanska republiken      | 3–1 | Argentina | Callao Sports Center Domare: Héctor Ortiz (PUR), James Juscamaita (PER) Rapport: P2 P3 |
| 10 augusti 2019 20:30 | (25–18, 26–28, 25–13, 25–21) |     |           | Callao Sports Center Domare: Héctor Ortiz (PUR), James Juscamaita (PER) Rapport: P2 P3 |

#### Match om tredjepris
| 11 augusti 2019 9:00 | Brasilien             | 0–3 | Argentina | Callao Sports Center Domare: Yuri Ramírez (DOM), Misael Galindo (COL) Rapport: P2 P3 |
| 11 augusti 2019 9:00 | (24–26, 20–25, 21–25) |     |           | Callao Sports Center Domare: Yuri Ramírez (DOM), Misael Galindo (COL) Rapport: P2 P3 |

#### Final
| 11 augusti 2019 11:00 | Colombia                     | 1–3 | Dominikanska republiken | Callao Sports Center Rapport: P2 P3 |
| 11 augusti 2019 11:00 | (20–25, 25–19, 25–27, 16–25) |     |                         | Callao Sports Center Rapport: P2 P3 |

## Slutplaceringar
| Rank | Lag                     |
| ---- | ----------------------- |
| 1    | Dominikanska republiken |
| 2    | Colombia                |
| 3    | Argentina               |
| 4    | Brasilien               |
| 5    | Puerto Rico             |
| 6    | Peru                    |
| 7    | USA                     |
| 8    | Kanada                  |

## Utmärkelser
- Mest värdefulla spelare
  -  Bethania de la Cruz (DOM)
- Bästa passare
  -  Victoria Mayer (ARG)
- Bästa vänsterspikrar
  -  Bethania de la Cruz (DOM)
  -  Brayelin Martínez (DOM)
- Bästa centrar
  -  Jineiry Martínez (DOM)
  -  Lisvel Eve (DOM)
- Bästa högerspiker
  -  Lucía Fresco (ARG)
- Bästa libero
  -  Camila Gómez (COL)